# Beautor
Beautor är en kommun i departementet Aisne i regionen Hauts-de-France i norra Frankrike. Kommunen ligger  i kantonen Tergnier som ligger i arrondissementet Laon. År 2022 hade Beautor 2 625 invånare.

## Befolkningsutveckling
Antalet invånare i kommunen Beautor
Referens: INSEE